# غرانت وليامز
غرانت وليامز (بالإنجليزية: Grant Williams)‏ هو لاعب كرة قدم أمريكية أمريكي، ولد في 10 مايو 1974 في هاتيسبورغ في الولايات المتحدة.

## وصلات خارجية
- غرانت وليامز على موقع مرجع كرة القدم المحترفة.كوم (الإنجليزية)